# Hygrotus suturalis
Hygrotus suturalis är en skalbaggsart som först beskrevs av Leconte 1850.  Hygrotus suturalis ingår i släktet Hygrotus och familjen dykare. Inga underarter finns listade i Catalogue of Life.